# Hermann av Reichenau

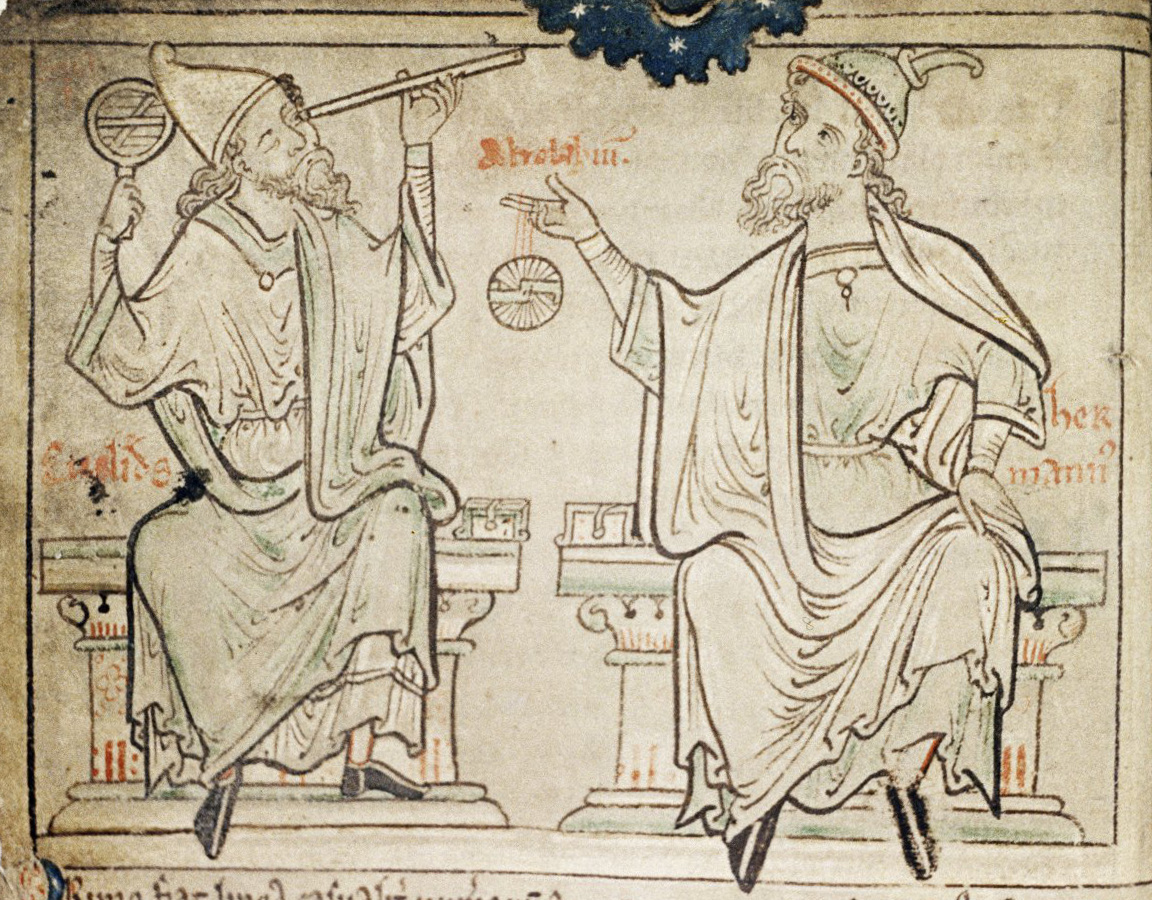
Hermann (till höger) på en medeltida framställning

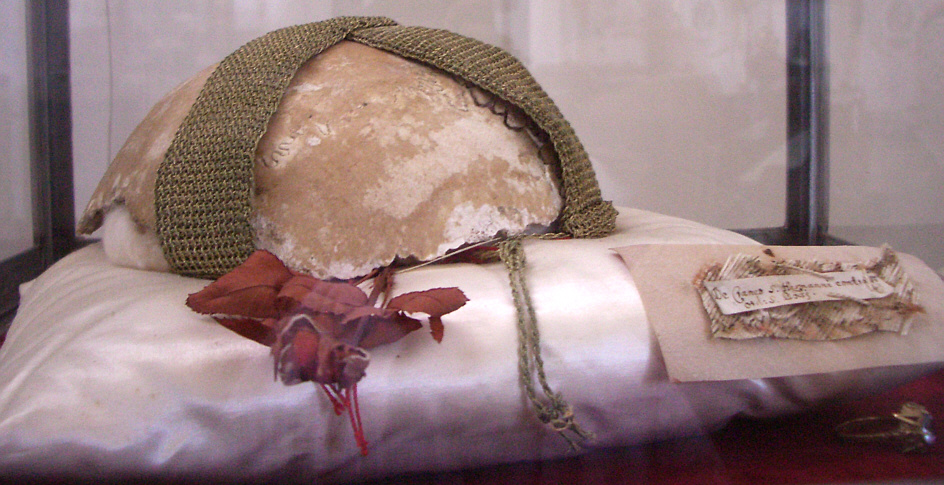
Hermanns reliker, Slottskyrkan, Altshausen

Hermann av Reichenau (latin Hermannus Contractus eller Hermannus Augiensis), född 18 februari eller 18 juli 1013 i Altshausen, Oberschwaben, död 24 september 1054 i Reichenau, var en tysk benediktinmunk, forskare, historiker, astronom, musikteoretiker och matematiker. Hermann saligförklarades 1863. Hans minnesdag firas den 25 september.
Hermann var son till greve Wolfrat av Altshausen. Tidigt drabbades han av en sjukdom som lämnade honom delvis förlamad. Största delen av sitt liv kom han att tillbringa i klostret Reichenau, beläget på en ö i Bodensjön. Han skrev traktater om bland annat aritmetik, astronomi, geometri och musikvetenskap. Vid trettio års ålder avlade han munklöftena.
Han skrev ett historiskt verk som behandlar tiden från Kristi födelse fram till hans egen tid. Efter Hermanns död fortsatte Berthold av Reichenau vad Hermann hade påbörjat.
Hermann var en av sin samtids mest berömda kristna poeter. Hymnerna Salve Regina och Alma Redemptoris Mater tillskrivs honom.

### Webbkällor
- Santi e Beati